# 1994년 K리그
K리그 1994은 K리그의 12번째 시즌이자 이번 시즌은 한국프로축구 최초로 리그 타이틀 스폰서 제도가 도입되었다. 타이틀 스폰서는 하이트맥주 (당시 조선맥주)가 되어 하이트배 코리안리그로 대회명칭이 결정되었다. 전북 버팔로가 이번 시즌부터 리그에 처음 참여하며 이 해부터 외국 전지훈련이 본격적으로 시행됐다.

## 시즌 개요

### 참가 구단
| # | 팀명            | 연고지     | 리그 참여년도 | 전년도 순위 |
| - | --------------- | ---------- | ------------- | ----------- |
| 1 | 일화 천마       | 서울특별시 | 1989년        | 우승        |
| 2 | LG 치타스       | 서울특별시 | 1984년        | 준우승      |
| 3 | 현대 호랑이     | 울산시     | 1984년        | 3위         |
| 4 | 포항제철 아톰즈 | 포항시     | 1983년        | 4위         |
| 5 | 유공 코끼리     | 서울특별시 | 1983년        | 5위         |
| 6 | 대우 로얄즈     | 부산직할시 | 1983년        | 6위         |
| 7 | 전북 버팔로     | 전라북도   | 1994년        | 신생팀      |

## 시즌 순위

### 정규시즌 순위
| 순위 | 팀              | 경기수 | 승 | 무 | 패 | 득 | 실 | 차  | 승점 |
| ---- | --------------- | ------ | -- | -- | -- | -- | -- | --- | ---- |
| 1    | 일화 천마       | 30     | 15 | 9  | 6  | 42 | 30 | 12  | 54   |
| 2    | 유공 코끼리     | 30     | 14 | 9  | 7  | 47 | 31 | 16  | 51   |
| 3    | 포항제철 아톰즈 | 30     | 13 | 11 | 6  | 49 | 37 | 12  | 50   |
| 4    | 현대 호랑이     | 30     | 11 | 13 | 6  | 38 | 30 | 8   | 46   |
| 5    | LG 치타스       | 30     | 12 | 7  | 11 | 53 | 50 | 3   | 43   |
| 6    | 대우 로얄즈     | 30     | 7  | 6  | 17 | 37 | 56 | -19 | 27   |
| 7    | 전북 버팔로     | 30     | 3  | 5  | 22 | 30 | 62 | -32 | 14   |

## 같이 보기
- 1994년 리그컵